# Тиргу-Логрешть
Тиргу-Логрешть, Тиргу-Логрешті (рум. Târgu Logrești) — село у повіті Горж в Румунії. Адміністративний центр комуни Логрешть.
Село розташоване на відстані 194 км на захід від Бухареста, 38 км на південний схід від Тиргу-Жіу, 61 км на північ від Крайови.

## Населення
За даними перепису населення 2002 року у селі проживали 706 осіб, усі — румуни. Усі жителі села рідною мовою назвали румунську.